# Václav Kameník
Václav Kameník (* 9. srpna 1941) je bývalý český fotbalový brankář.

## Fotbalová kariéra
V československé lize chytal za TJ SU Teplice. Nastoupil ve 41 ligových utkáních. Po odchodu z Teplic v lednu 1971 hrál za Ústí nad Labem.

## Ligová bilance
| Ročník                                   | Zápasy | Góly | Klub       |
| ---------------------------------------- | ------ | ---- | ---------- |
| 1. československá fotbalová liga 1964/65 | 2      | 0    | SU Teplice |
| 1. československá fotbalová liga 1965/66 | 6      | 0    | SU Teplice |
| 1. československá fotbalová liga 1966/67 | 8      | 0    | SU Teplice |
| 1. československá fotbalová liga 1967/68 | 7      | 0    | SU Teplice |
| 1. československá fotbalová liga 1968/69 | 16     | 0    | SU Teplice |
| 1. československá fotbalová liga 1970/71 | 2      | 0    | SU Teplice |
| CELKEM                                   | 41     | 0    |            |